# Gulenovci
Gulenovci (en serbe cyrillique et en bulgare : Гуленовци) est un village de Serbie situé dans la municipalité de Dimitrovgrad, district de Pirot. Au recensement de 2011, il comptait 21 habitants.

## Démographie

### Évolution historique de la population
| 1948 | 1953 | 1961 | 1971 | 1981 | 1991 | 2002 | 2011 |
| ---- | ---- | ---- | ---- | ---- | ---- | ---- | ---- |
| 497  | 435  | 353  | 246  | 151  | 102  | 60   | 21   |

|  |